# اندرل مولترر
اندرل مولترر (انگلیسی: Anderl Molterer؛ زادهٔ ۸ اکتبر ۱۹۳۱) اسکی‌باز آلپاین اهل اتریش است.